# Wapen van Huizum

Wapen van Huizum

Het wapen van Huizum is het wapen van het voormalige Nederlandse dorp Huizum, in de Friese gemeente Leeuwarden. Het wapen werd in 1994 geregistreerd.

## Beschrijving
De blazoenering van het wapen luidt als volgt:
Golvend doorsneden; I in azuur een uitkomende leeuw van goud; II in zilver een zespuntige ster van keel, vergezeld van twee klaverbladeren van sinopel.
De heraldische kleuren zijn: azuur (blauw), goud (goud), zilver (zilver), keel (rood) en sinopel (groen).

## Symboliek
- Zespuntige ster: een zogenaamde leidster die duidt op een bestuurscentrum. In Huizum stond eertijds het gemeentehuis van de gemeente Leeuwarderadeel. De rode kleur van de ster tegen een zilveren achtergrond is overgenomen uit het wapen van Oostergo.[3]
- Halve rijzende leeuw: overgenomen uit het wapen van Leeuwarderadeel.[3]
- Klaverbladen: ontleend aan het wapen van Leeuwarderadeel. Tevens verwijzen de klavers naar de voormalige weilanden van het dorp.[3]
- Golvende doorsnijding: symbool voor de Potmarge en de Wirdumervaart, twee riviertjes in het voormalige dorpsgebied.[2]

Het wapen van Leeuwarderadeel.
Het wapen van Oostergo.

## Zie ook

Vlag van Huizum